# Skibbild
Skibbild is een plaats in de Deense regio Midden-Jutland, gemeente Herning, en telt 657 inwoners (2008).
Het dorp ligt aan de spoorlijn Holstebro - Vejle. Tot 1971 stopten er treinen, sindsdien is het station gesloten. Skibbild ligt in de parochie Nøvling. De kerk ligt net buiten het dorp.